# Johannes Hegar
Johannes Hegar (Zuric (Suïssa), 30 de juny, 1874 - Munic (Alemanya), 25 d'abril, 1929), va ser un violoncel·lista suís.

## Biografia
Johannes Sebastian Hegar provenia d'una família de músics. El seu pare era el compositor suís Friedrich Hegar, una de les figures principals de la vida musical suïssa. La seva mare era la contralto Albertine Hegar, de soltera Volkart. Johannes Hegar tenia dos germans, Frieda i Friedrich Albert. Johannes Brahms era un amic de la família i es va convertir en el padrí de Johannes Hegar.
Hegar va estudiar durant tres anys a partir de la tardor de 1894 amb Hugo Becker al Conservatori Hoch de Frankfurt del Main. El 1899, el mateix Hegar hi va ser professor fins al 1913 i a partir del 1905 també va treballar al "Trío de pianos de Frankfurt" amb Adolf Rebner i Carl Friedberg i al "Quartet del Museu" de Frankfurt (Hugo Heermann i Adolf Rebner), i des de 1911 al "Quartet Rebner". El 1913 va anar a Munic per ensenyar violoncel i música de cambra a l'Acadèmia de Música i va tocar amb Felix Berber i Hermann Zilcher a l'"Associació del Trio de Munic". Va ser nomenat professor el 1918.
A partir de 1919, Hegar va actuar regularment en concerts amb la "Vienna Concertverein Orchestra", alternant-se amb Pau Casals, Emanuel Feuermann, Ludwig Hoelscher i Enrico Mainardi. També va tocar en diversos coneguts grups de música de cambra. Des de 1924 va ser professor a la "Universitat de Música i Teatre de Munic" i aleshores també membre del "Quartet Berber" del seu col·lega violinista "Felix Berber".
Hegar va morir el 25 d'abril de 1929 a Munic als 54 anys com a conseqüència d'un ictus.
El seu oncle patern era el violoncel·lista Emil Hegar, el seu cosí el cantant d'òpera Peter Hegar.